# Hungerford Town F.C.
Hungerford Town FC là câu lạc bộ bóng đá có trụ sở tại Hungerford, Berkshire, Anh. Trực thuộc Berks & Bucks Football Association, đội bóng hiện thi đấu tại  và có sân nhà ở Bulpit Lane.

## Danh hiệu
- Hellenic League
  - Nhà vô địch Premier Division mùa giải 2008–09
  - Nhà vô địch Division One mùa giải 1970–71
  - Nhà vô địch Division One Cup mùa giải 1970–71
  - Nhà vô địch Challenge Cup các mùa giải 1977–78 2006–07, 2007–08
  - Nhà vô địch Supplementary Cup mùa giải 2004–05
  - Nhà vô địch Benevolent Cup mùa giải 1960–61
- Newbury League
  - Nhà vô địch các mùa giải 1912–13, 1913–14, 1919–20, 1921–22
- Berks & Bucks Senior Cup
  - Nhà vô địch mùa giải 1981–82
- Basingstoke Senior Cup
  - Nhà vô địch các mùa giải 2012–13, 2014–15
- Linaker Brokers Challenge Cup
  - Nhà vô địch các mùa giải 2006–07, 2007–08
- Newbury Challenge Cup
  - Nhà vô địch các mùa giải 1904–05, 1908–09
- Hungerford Cup
  - Nhà vô địch mùa giải 2003–04

## Thống kê
- Thành tích tốt nhất tại FA Cup: Vòng một mùa giải 1979–80[3] The club won the Hellenic League Benevolent Cup in 1960–61.[4]
- Thành tích tốt nhất tại FA Trophy: Vòng ba mùa giải 2014–15[3]
- Thành tích tốt nhất tại  FA Vase: Bán kết các mùa giải 1977–78, 1979–80, 1988–89[3]
- Kỷ lục khán giả đến sân: 1,684 người trong trận đấu với Sudbury Town, Bán kết FA Vase mùa giải 1988–89[2]
- Cầu thủ ghi nhiều bàn nhất: Ian Farr, 268 bàn[2]
- Phí chuyển nhượng kỷ lục đã trả: £4,000 đến Yeovil Town cho cầu thủ Joe Scott[2]
- Phí chuyển nhượng kỷ lục đã nhận: £3,800 từ Barnstaple Town cho cầu thủ Joe Scott[2]